# 坂本贺勇
坂本賀勇（1959年7月23日—）是一名日本的电子游戏设计师，目前担任任天堂的企划制作本部高級管理人員，此前为企划开发本部总管之一。他因为与橫井軍平等人共同创造了《银河战士》系列而初露头角，并在之后负责了系列后续作品；这一系列在赢得优秀的口碑的同时也让他获得了一定声誉。

## 简历
坂本贺勇于1959年7月23日出生在日本奈良县，1982年他从大阪藝術大學设计系毕业并进入任天堂工作，加入了当时的任天堂開發第一部。他在任天堂的第一份工作是为Game & Watch版的《大金刚》和街机版的《大金刚Jr》设计像素美术。 之后他的工作转向了FC游戏机，他参与了《拆屋工》、《气球大战》和《Gumshoe》等游戏的设计工作。在这之后他以“Yamamoto”和“Shikamoto”的假名与橫井軍平等人共同创造了《银河战士》系列，并作为角色设计师设计出了萨姆斯·艾仁等角色。在这之后，坂本贺勇还在《光神话 帕尔提娜之镜》中担任游戏设计工作，亦主導創作了《Famicom偵探俱樂部》文字冒險遊戲系列。
令坂本贺勇受到业界更多关注的是他从《超级银河战士》开始负责这一系列的2D风格作品，他担当了《超级银河战士》、《银河战士 融合》、《银河战士 零点任务》以及《银河战士 另一个M》等作品的编剧和制作人。在第一人称视角的《银河战士Prime》系列分支作品诞生以后，《银河战士》系列逐渐把重心从传统的2D动作类转移到了这一新分支上，而一直负责这一系列2D风格作品的坂本贺勇也将工作重心转到了其他游戏系列上；不过由于他对这个系列的巨大影响，在每部《Prime》系列作品中，他都以“特别感谢”的身份出现。而在2017年发售的《银河战士 萨姆斯归来》中，虽然游戏交由西班牙的水银蒸气工作室制作，不过坂本贺勇还是作为该作游戏的制作人。并且在2021年发售的系列时隔19年的2D正统续作《銀河戰士 生存恐懼》中，坂本贺勇再次回归作为游戏的制作人。